# دور دنیا در هفتاد و دو روز
دور دنیا در هفتاد و دو روز (انگلیسی: Around the World in Seventy-Two Days) عنوان کتابی است که در سال ۱۸۹۰ توسط روزنامه‌نگار مشهور، الیزابت کوکران، با نام مستعار نلی بلای نوشته شده‌است. این کتاب جزئیات سفر ۷۲ روزهٔ او به دور دنیا را دربردارد که به تقلید از کتاب دور دنیا در هشتاد روز اثر ژول ورن نوشته شده‌است. کوکران این سفر را برای روزنامه جوزف پولیتزر با نام دنیای نیویورک انجام داد و توانست در هفتاد و دو روز، به دور دنیا سفر نماید.

## ماجرای سفر به دور دنیا
در سال ۱۸۸۸ میلادی بلای به سردبیر خود در نیویورک تایمز پیشنهاد داد که سفری به دور دنیا داشته باشد و تلاش نمود که برای اولین مرتبه موضوع داستان کتاب دور دنیا در هشتاد روز را در عمل اثبات نماید. پس از گذشت ۱ سال، در ساعت ۹:۴۰ بامداد ۱۴ نوامبر ۱۸۸۹  نلی سوار بر کشتی آگوستا ویکتوریا گردید که یک کشتی بخار فعال در خط هامبورگ آمریکا لاین بود و به این تربیب، بلای سفر ۴۰۰۷۰ کیلومتری خودش را آغاز کرد. لباسی که برای این سفر تدارک دید، یک لباس پشمی، یک پالتو مستحکم و چندین دست لباس زیر قابل‌تعویض به همراه یک کیف سفری کوچک بود که وسایل آرایش او را حمل می‌نمود. بلای همچنین بیشتر پول خود را که شامل ۲۰۰ پوند از اسکناس‌های بانکی انگلستان، طلا و مقداری حواله‌های آمریکایی می‌گردید را درون یک کیف و به دور گردنش آویخت.
روزنامهٔ نیویورک برای حفظ علاقه و تحریک کنجکاوی خوانندگان در قبال سفر بلای، مسابقه‌ای تحت عنوان حدس‌وگمان نلی بلای ترتیب داد که در آن از خوانندگان خواسته می‌شد تا زمان رسیدن بلای به مقصد بعدی را حدس بزنند. البته این موضوع با جوایزی نیز همراه بود که ابتدا عنوان شد یک مسافرت رایگان به اروپا است و بعد نیز عنوان شد که تقبل پرداخت هزینهٔ مسافرت است. بلای با کمک کشتی‌های بخار و شبکهٔ راه‌آهن موجود سفر کرد. همین موضوع باعث بروز موانع چندی به ویژه دربخش آسیایی سفر وی گشت. در طول توقف، توانست از قرارگاه جذامی‌ها در چین بازدید نماید و در سنگاپور نیز یک میمون ابتیاع نمود. در تاریخ ۲۱ ژانویه در یک آب و هوای طوفانی بر پهنهٔ اقیانوس آرام با خط کشتیرانی وایت استار لاین بلای وارد سان فرانسیسکو شد و در نهایت در ۲۵ ژانویه ۱۸۹۰، ساعت ۳:۵۱ بعدازظهر به نیوجرسی، مبدأ سفرش بازگشت. نلی بلای پس از ۷۲ روز عزیمت از هابوکن، نیوجرسی به نیویورک بازگشت در حالی که تمام دنیا را به تنهایی پیموده بود.